# Jaf

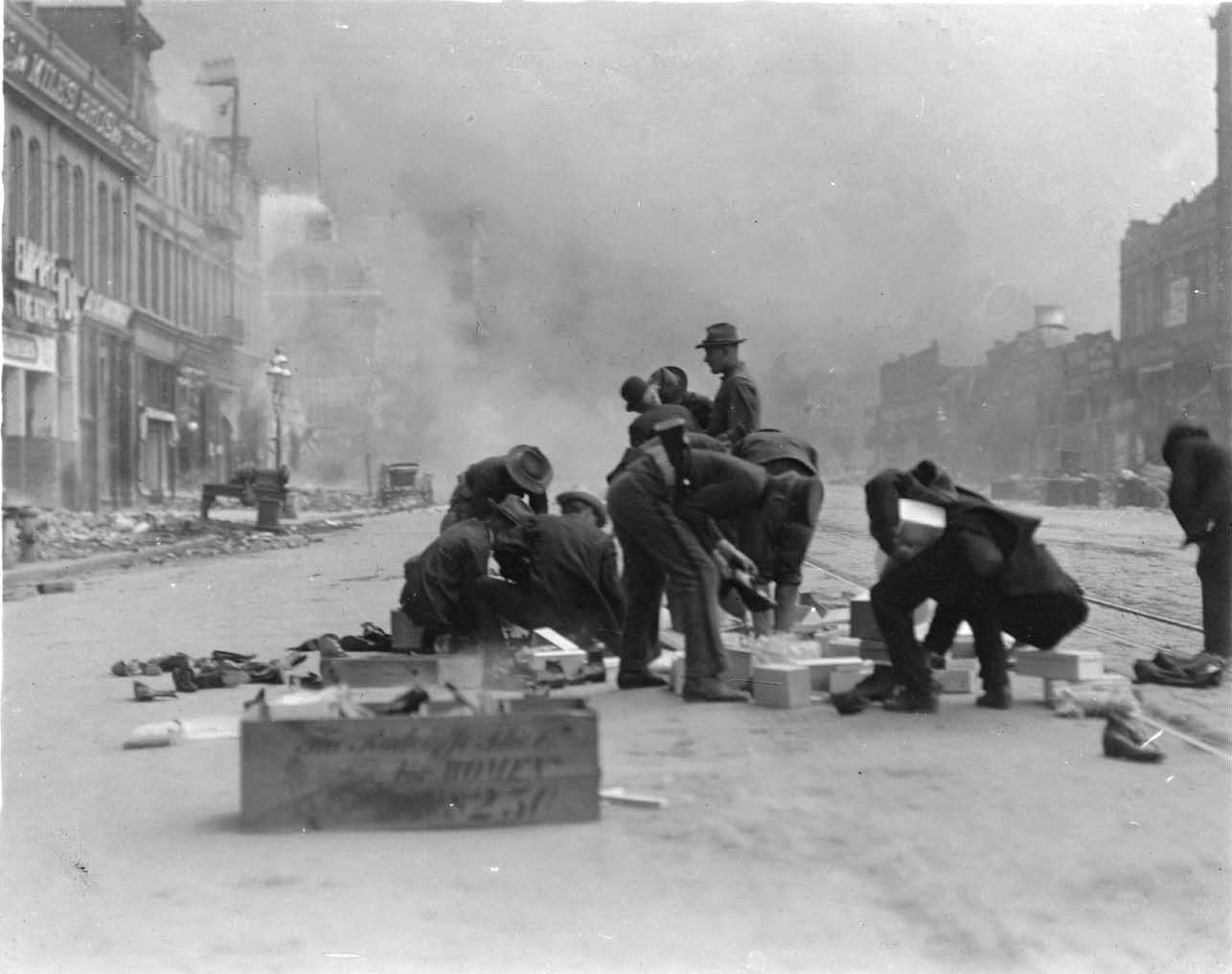
Soldați americani care jefuiesc magazine de încălțăminte, după Cutremurul din San Francisco din 1906

Jaf este un furt săvârșit prin violență, jefuire, jecmăneală, pentru a-și însuși lucruri jefuite, pradă, nepăsare față de o pagubă. Unui jaf pot fi expuse persoane, transporturi, clădiri, cartiere, localități sau chiar regiuni. Jafurile luând amploare în cazul actelor de piraterie, în timpul revoltelor, războaielor sau în urma  catastrofelor naturale, când este tulburată ordinea publică. Mai poate fi utilizat termenul de jaf, în cazul jefuirii resurselor naturale ale unor țări, sau jefuirea mărilor printr-un pescuit abuziv, când prin nepăsare față de mediul înconjurător și setea de înavuțire se periclitează existența unor animale marine pe cale de dispariție.

## Legături externe
Materiale media legate de Jaf la Wikimedia Commons
- 10 jafuri colosale din istoria recentă, 14 martie 2011, Alexandru Safta, Descoperă
- Top 10 jafuri PERFECTE din istorie, 21 septembrie 2012, Jurnalul Național
- Jaful la drumul mare, o rețetă din 1959. Atunci, oamenii lui Ioanid au fost executați, 9 august 2011, Dan Arsenie, Evenimentul zilei
- Jafurile celebre ale Romaniei[nefuncțională]
, 16 februarie 2009, Cotidianul
- Jafuri celebre. Banda lui Ioanid, 2011-08-09, Z.V. Ziua Veche
- Jafuri care au făcut carieră în România, 28 iulie 2009, Silvana Pătrășcanu, Evenimentul zilei
- ro  Listă legată de jafuri Arhivat în 23 august 2011, la Wayback Machine.
- ro  Jafuri la Știri-TV.ro
- ro  Filme cu jafuri, hoți si spărgători Arhivat în 26 septembrie 2011, la Wayback Machine.